# Päpstliche und Königliche Universität des heiligen Thomas von Aquin in Manila

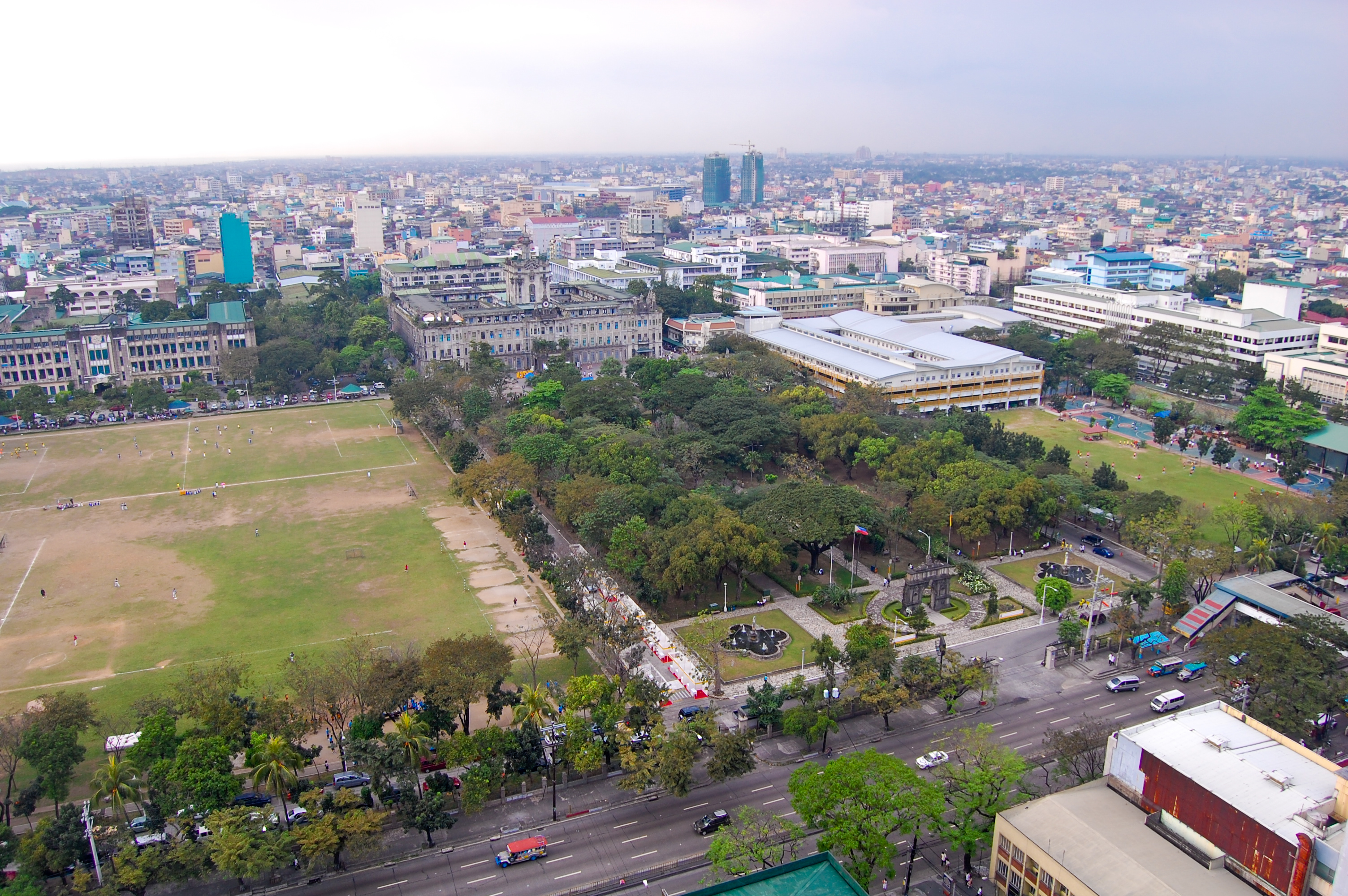
Blick auf den Campus

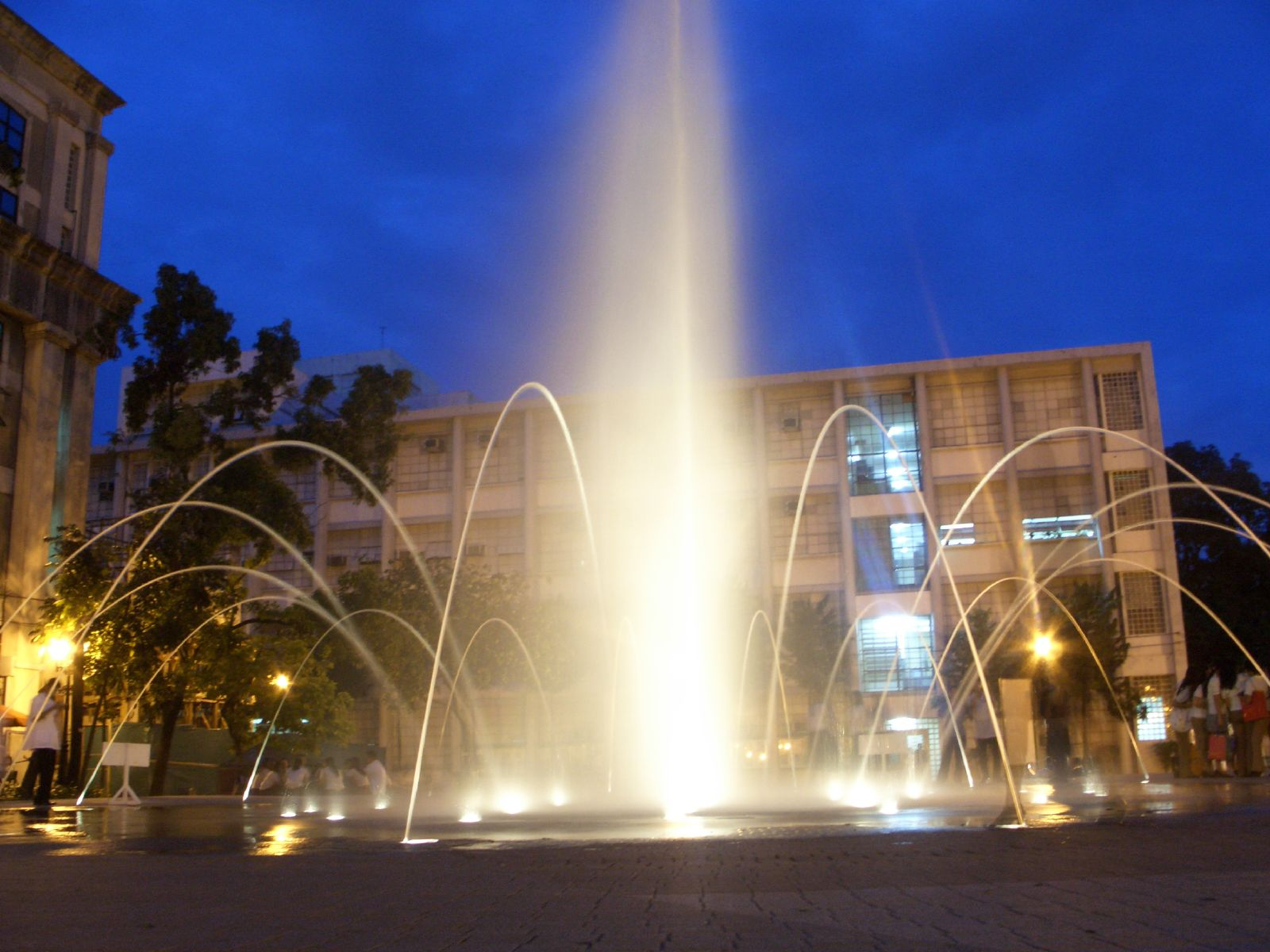
Fontäne im UST Quadricentennial Park

Die Päpstliche und Königliche Universität des heiligen Thomas von Aquin in Manila (lateinisch Pontificia et Regalis Sancti Thomæ Aquinatis Universitas Manilana, englisch Pontifical and Royal University of Santo Tomas, spanisch Universidad de Santo Tomás) auf den Philippinen ist eine private katholische Universität, geleitet durch den Dominikaner-Orden.
Es handelt sich, bezogen auf die Studentenzahl, um eine der größten katholischen Universitäten der Welt. Mit dem Gründungsjahr 1611 ist es die älteste noch existierende Universität der Philippinen und Asiens. Die auf das Jahr 1595 zurückgehende Universität von San Carlos in Cebu wurde erst 1948 Universität.

## Geschichte
Die Gründung des Colegio de Nuestra Señora del Santisimo Rosario am 28. April 1611 geht auf Miguel de Benavidez OP, Erzbischof von Manila, zurück. Später wurde diese in Colegio de Santo Tomas umbenannt, und die Einrichtung wurde am 20. November 1645 durch Papst Innozenz X. in seinem Brief In Supreminenti zur Universität ernannt, zur zweiten Universität der Philippinen und Asiens, nach der Universidad de San Ignacio, die in den 1770ern geschlossen wurde.
Der komplette Name lautet Königliche und Päpstliche Universität Santo Tomás, die Katholische Universität der Philippinen. Den Titel Königlich erhielt sie vom spanischen König Karl III. am 7. März 1785; den Titel Päpstlich durch Papst Leo XIII. am 17. September 1902 in seiner Schrift Quae Mari Sinico, und die Anfügung Katholische Universität der Philippinen durch Papst Pius XII. am 27. April 1947.
Die Universität war ursprünglich in der Festungsanlage Intramuros in Manila angesiedelt. Sie wurde als ein Priesterseminar begründet, benannt und im Geiste von Thomas von Aquin. Ab 1871 wurden Abschlüsse in Medizin und Pharmazie angeboten, als erste im kolonialen Asien. Zu Beginn des 20. Jahrhunderts wurde wegen der wachsenden Studentenzahlen durch die Dominikaner Land am Sulucan-Berg in Bezirk Sampaloc von Manila erworben und 1927 ein 22 Hektar großes Universitätsgelände bebaut. Ebenfalls seit diesem Jahr wurden weibliche Studenten aufgenommen. In den vier Jahrhunderten wuchs die Einrichtung zu einer Volluniversität, die Abschlüsse in Recht, Medizin und verschiedenen weiteren akademischen Bereichen bietet. Die Universität bildete die philippinische Elite aus, darunter auch spätere Präsidenten. Einige ihrer Absolventen wurden später heiliggesprochen (Lorenzo Ruiz).
Während des Zweiten Weltkriegs wandelten die Japaner den Campus in ein Konzentrationslager für Zivilisten, Ausländer und Kriegsgefangene um. Nach dem Krieg nahm die Universität wieder ihre Tradition auf und wurde zu einer der renommierteren des Landes.
Folgende hochrangige Persönlichkeiten haben die Universität besucht: Papst Paul VI. am 28. November 1970, der spanische König Juan Carlos I. 1974 und 1995; Mutter Teresa im Januar 1977 und November 1984 sowie Papst Johannes Paul II. am 18. Februar 1981 und 13. Januar 1995.
Nach der Päpstlichen Universität Gregoriana in Rom ist die Universität Santo Tomas in Manila heute die zweitwichtigste Päpstliche Universität der Welt.